# Michelle Bachelet
Verónica Michelle Bachelet Jeria  GColIH • GColL • GColCS (Santiago, 29 de setembro de 1951) é uma médica e política chilena, e ex-presidente da República do Chile. Bachelet ostentou a primeira magistratura do país entre 11 de março de 2006 e 2010, e assumiu novamente o cargo em 11 de março de 2014 até 11 de março de 2018. Ademais, foi a primeira presidente pró tempore da União de Nações Sul-Americanas, e a primeira encarregada da ONU Mulheres, agência das Nações Unidas para a igualdade de género.
Filha de Alberto Bachelet, brigadeiro-general da Força Aérea do Chile e membro do governo da Unidade Popular liderado por Salvador Allende, Michelle Bachelet estudou medicina na Universidade do Chile, período durante o qual ela se juntou às fileiras do Partido Socialista. Após o golpe de 11 de setembro de 1973, seu pai foi preso em 1974 pela ditadura militar, morrendo na prisão, e Michelle e sua mãe passaram à clandestinidade. Em janeiro de 1975, ela foi detida em Villa Grimaldi por agências de aplicação da lei da ditadura, antes de se exilar.
Membro do Partido Socialista do Chile, ocupou o lugar de ministra da Saúde no governo de Ricardo Lagos, entre 2000 e 2002, e posteriormente o cargo de Ministra da Defesa, tendo sido a primeira mulher a exercer este cargo na América Latina. Foi eleita presidente do Chile em 2006, para um  mandato de quatro anos, sucedendo ao ex-presidente Ricardo Lagos. Em 2013, foi novamente eleita para novo mandato presidencial de quatro anos, tornando-se a primeira a vencer duas eleições presidenciais na história do país. O governo Bachelet ficou conhecido por terminar o primeiro mandato com alta taxa de aprovação, mas o segundo mandato com baixa popularidade.
O segundo mandato de Bachelet como presidente do Chile encerrou-se em março de 2018. Em setembro de 2018 se tornou Alta Comissária das Nações Unidas para os Direitos Humanos, sucedida por Volker Türk em setembro de 2022.

## Biografia e carreira acadêmica
Nascida em Santiago, Michelle Bachelet é filha do General de Força Aérea, Alberto Bachelet, e da arqueóloga Ángela Jeria. Devido ao trabalho de seu pai, viveu nas bases da Força Aérea Chilena de Quintero, Cerro Moreno e San Bernardo, e entre 1962 e 1963 nos Estados Unidos. Posteriormente, regressou a Santiago e estudou o Ensino Médio no Liceu Javiera Carrera, participando ativamente em grupos musicais e de teatro com alunos do Instituto Nacional General José Miguel Carrera Marco Antonio de la Parra.
Em 1970, Bachelet ingressa na Faculdade de Medicina da Universidade do Chile, onde se licencia em médica cirurgiã pediatra com menção em epidemiologia. No começo do governo de Salvador Allende, ingressa na Juventude Socialista do Chile. Em 1972, seu pai é indicado para um cargo no governo (Junta de Abastecimento e Preços).
Com o golpe de estado de 11 de setembro de 1973, Alberto Bachelet é detido na Academia de Guerra Aérea por "traição à pátria". Devido às torturas sofridas por parte de seus próprios camaradas, o General falece em 12 de março de 1974 no Cárcere Público de Santiago.
Bachelet continuou seus estudos e apoiando o Partido Socialista na clandestinidade. Por este motivo é presa com sua mãe pela polícia política de Pinochet, a DINA, em 10 de janeiro de 1975. Ambas foram torturadas e interrogadas no centro de detenção conhecido por Villa Grimaldi, antes de serem transferidas para o cárcere de Cuatro Álamos.
Depois de um ano de reclusão, mãe e filha partiram ao exílio na Austrália, para partir mais tarde à Alemanha Oriental. Neste país, continuou seus estudos em Medicina na Universidade Humboldt de Berlim e se casou com o arquitecto Jorge Dávalos, pai de seu primogênito, Sebastián, que nasceu em Leipzig. Na Austrália recebeu um telefonema de Jaime López Arellano, dirigente socialista do Chile, namorado dela à época do golpe. Ele a chamava à antiga Alemanha Oriental comunista.
Quando volta ao Chile em 1979, retoma seus estudos na Universidade do Chile, formando-se em 1982. Neste mesmo ano nasceu sua filha Francisca.
Sua prática profissional como médica foi rechaçada pelas autoridades, que levantaram «razões políticas». Todavia, aproveitou uma bolsa do Colégio Médico do Chile para se especializar em Pediatria e Saúde Pública no Hospital Roberto del Río. Paralelamente à sua separação de Jorge Dávalos, incorporou-se à ONG PIDEE (Proteção à Infância Prejudicada pelos Estados de Emergência) até 1990, ajudando a filhos das vítimas do regime militar do Chile.

## Sua relação com a FPMR
Segundo diversas informações, Michelle Bachelet manteve uma relação sentimental com um membro da Frente Patriótica Manuel Rodríguez (FPMR) durante os anos oitenta.
Mesmo tendo descartado veementemente sua participação na FPMR e em qualquer organização de carácter terrorista, admitiu sua relação com membro de dita organização. Este fato foi admitido publicamente pela candidata nas eleições presidenciais de 2005.
Posteriormente, surgiram rumores da participação de Bachelet no seqüestro de Cristián Edwards, filho do diretor do diário El Mercurio Agustín Edwards, ocorrido em 9 de setembro de 1991 e que se prolongaria por 5 meses. Sem demora, estas acusações foram desmentidas e logo se comprovou que o rumor que havia surgido por parte de Rómulo Aitken, processado por ter vínculos com o narcotráfico. Aitken havia trabalhado na campanha eleitoral de Joaquín Lavín e havia estado montando um informe para envolver a candidata ao ex-comissário Jorge Barraza, o qual tentou nos anos noventa macular os governos de Patricio Aylwin e Eduardo Frei em atividades ilícitas no combate contra os grupos subversivos, acusações que nunca foram provadas.

## Carreira política

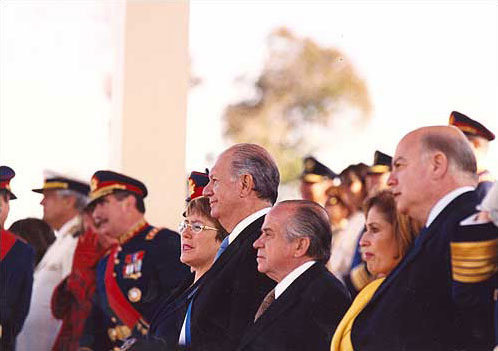
Michelle Bachelet como Ministra de Defesa junto ao Presidente Lagos nas Festas Pátrias em 2003

No início da década de 90 Michelle Bachelet foi contratada como epidemióloga no Serviço de Saúde Metropolitano Ocidente e depois na Comissão Nacional da Aids/Sida (CONASIDA). Foi ali que conheceu o epidemiólogo Aníbal Henríquez, o seu parceiro durante mais de três anos. Desta relação nasceu em 1993 a sua filha mais nova, Sofía.
Entre 1994 e 1997, Bachelet, juntamente com Alejandro Sandoval, exerceu funções como assessora do Ministério da Saúde chileno. Em 1996 ingressou num curso sobre Defesa Continental na Academia de Assuntos Políticos e Estratégicos, onde, devido ao seu bom desempenho e graças ao financiamento de uma bolsa estatal, foi convidada a estudar no Inter-American Defense College em Washington D.C., Estados Unidos.
Em 1998 trabalhou como assessora do Ministério da Defesa e no dia 11 de março de 2000 foi nomeada ministra da Saúde pelo presidente Ricardo Lagos, que lhe solicita para que num prazo de três meses acabe com as listas de espera nos consultórios. Bachelet não alcançou este objectivo, porém conseguiu uma importante redução no tamanho dessas listas; perante o seu fracasso colocou o seu cargo à disposição, mas Ricardo Lagos reafirmou a sua confiança em Bachelet.
Em 2002, em resultado de mudanças na composição do gabinete ministerial, Bachelet tornou-se a primeira mulher na história republicana do país a desempenhar o cargo de ministra da Defesa. Durante a sua permanência no cargo as sondagens revelaram a sua popularidade, o que a perfilhou como uma possível boa candidata às eleições presidenciais.

### Primeira candidatura presidencial

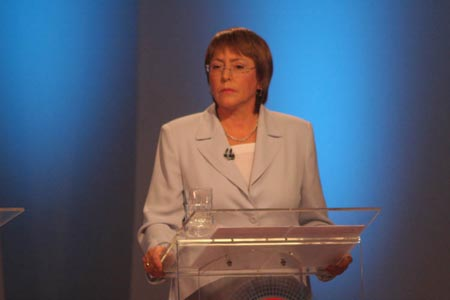
Michelle Bachelet num debate televisionado

Em 2005 licencia-se para disputar as eleições à presidência do Chile e no primeiro turno (primeira volta) obteve 45,95% dos votos frente a 25,41% de seu mais próximo rival, Sebastián Piñera, com quem competiu o segundo turno (segunda volta) em 15 de janeiro de 2006. Finalmente obteve 53,5% do total dos votos contra 46,5% de Sebastián Piñera, convertendo-se na primeira presidente de seu país e a sétima na América Latina depois da nicaragüense Violeta Chamorro, da argentina María Estela Martínez de Perón, da boliviana Lidia Gueiler Tejada, da haitiana Ertha Pascal-Trouillot, da equatoriana Rosalía Arteaga e da panamenha Mireya Moscoso.
O presidente Ricardo Lagos expressou publicamente seu orgulho pelo triunfo de Michelle Bachelet, destacando o papel da nova mandatária como a primeira presidente do Chile.

### Segunda candidatura presidencial
Em 30 de junho de 2013, tornou-se a candidata da Nova Maioria, após a obtenção de meio milhão de votos nas primárias de sua aliança, ou seja, mais de 70% dos preferenciais. Assim assumiu o apoio do Partido Democrata Cristão (PDC) e o Partido social Democrata Radical (PRSD). Ela também recebeu o apoio do partido Força do Norte, que não é parte da Nova Maioria.
Em 7 de outubro de 2013, Bachelet apresentou um documento com 50 medidas que deveriam ser implementadas nos primeiros cem dias de seu eventual governo. Em 27 do mesmo mês, o plano de governo apresentou a sua candidatura, que incluía como eixos fornecer educação gratuita em todos os níveis dentro de 6 anos, e acabar com a especulação na educação, mudar o sistema eleitoral binominal, a implementação de uma reforma fiscal e da elaboração de uma nova constituição, entre outras propostas.
Embora durante a campanha, a candidatura de Bachelet apelou para conseguir uma vitória no primeiro turno na eleição de 17 de novembro, a candidata da Maioria Nova obteve 46,67% dos votos, por isso não chegou a maioria absoluta, tendo que retornar para o segundo turno com a líder da Aliança, Evelyn Matthei, em uma eleição realizada em 15 de dezembro. Nessa eleição Bachelet conquistou 62,16% dos votos, batendo Matthei tornando-se também o primeiro presidente na história do Chile a conquistar um segundo mandato pelo voto popular.

## Presidência

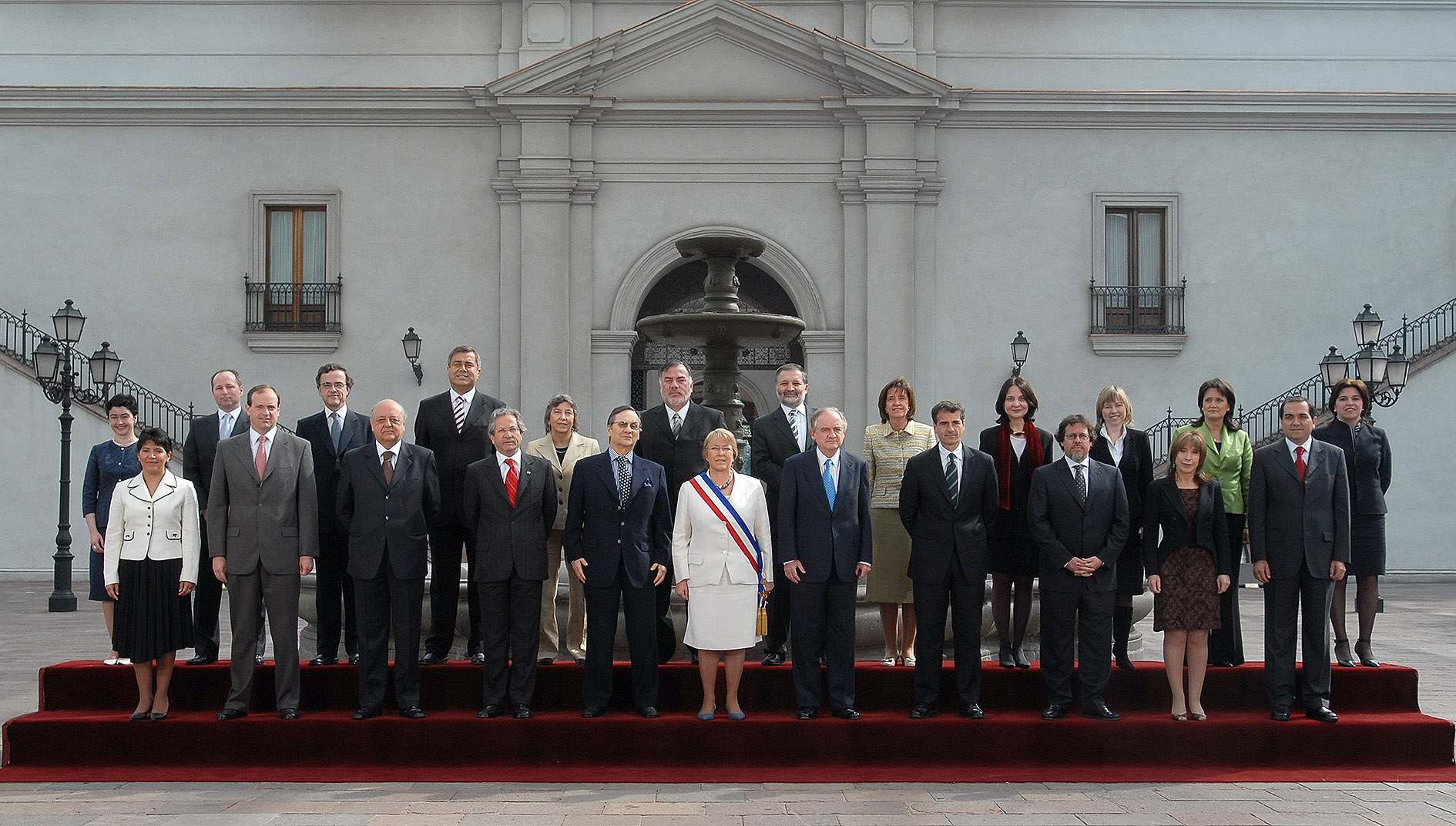
Fotografia oficial com a equipe ministerial.

Em 11 de março de 2006 realizou-se a cerimônia de transmissão de cargo no Congresso Nacional, em Valparaíso. Seu primeiro ato como presidente foi a nomeação e juramento de seus ministros de Estado.
Em 13 de março, Bachelet aplicou sua primeira importante medida presidencial: a gratuidade imediata do sistema público de saúde a maiores de 60 anos, o que rapidamente entrou em execução, além da criação de uma comissão especial para trabalhar na reforma do sistema previdenciário, integrada por membros do governo e de oposição. Durante os primeiros meses de sua gestão o governo de Bachelet se concentrou em dar cumprimento às "36 medidas dos primeiros cem dias" que havia prometido durante a sua campanha. Um dos pontos mais importantes foi a confirmação de uma comissão para estudar a reforma do sistema eleitoral binomial, ao qual a oposição imediatamente se opôs.
No início de seu governo o apoio da população superava os 60%. Algumas atitudes provocaram polêmica, como a aprovação do projeto de lei para regularizar a subcontratação de trabalho, que provocou controvérsia inclusive dentro de seu partido (Concertación) e a descoberta de erros na identificação dos desaparecidos políticos dez anos antes. Em 2 de maio de 2006 Bachelet promulgou a nova lei que regula o consumo de tabaco.

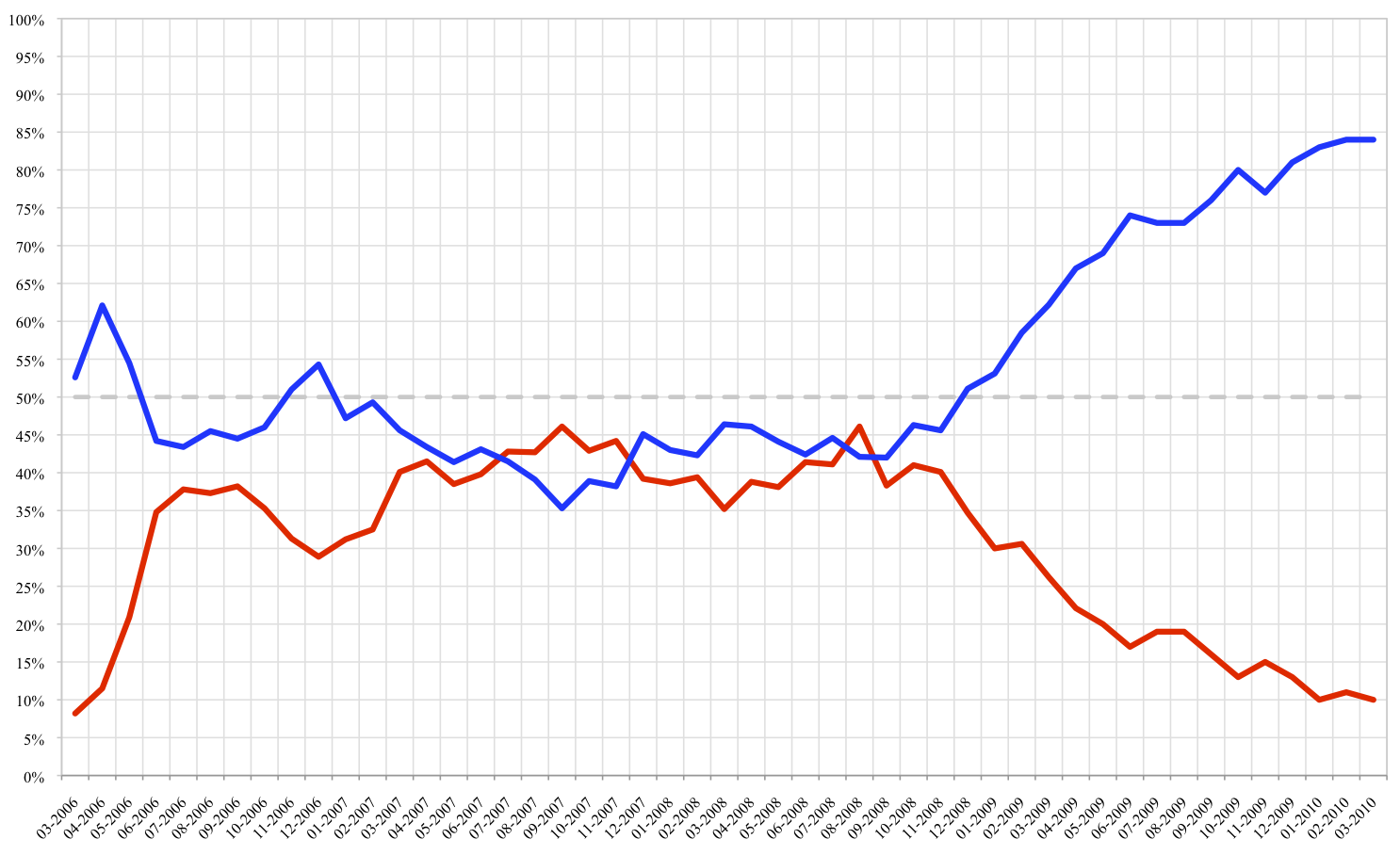
Avaliação do governo de Bachelet

No dia 21 de maio de 2006 deu seu primeiro discurso sobre a situação do Chile no Salão de Honra do Congresso Nacional. Em seu discurso mencionou a entrega de ajuda de inverno às famílias mais pobres do país, uma reforma na saúde chilena financiada pelo dinheiro do cobre, a construção de novos hospitais e a criação dos Ministérios de Seguridade Cidadã e do Meio Ambiente.
Ao final de maio o governo começa a enfrentar diversos problemas e numerosas críticas. Bachelet anuncia que as 36 medidas foram cumpridas mas diversos setores negam, já que muitas destas medidas eram projetos de lei ainda não aprovados pelo Parlamento e que outras estavam ainda em processo de execução. Seu maior problema no entanto se originou com uma série de protestos estudantis que começaram a ocorrer no início de maio em alguns colégios de Santiago exigindo alteração na educação do país, tais como a gratuidade no transporte escolar, a implementação de uma prova de seleção universitária e reformas na grade curricular. A princípio os protestos produziram atos de violência - o que originou o descaso do governo com suas petições - mas com o decorrer dos dias, a suspensão das aulas e a tomada dos estabelecimentos estenderam-se por todo o país.
Em 30 de maio cerca de 800 mil estudantes (cerca de 80% dos estudantes secundários chilenos) atenderam a uma paralisação nacional convocada pelas assembleias estudantis, apesar das mesas de diálogo estabelecidas paralelamente com o ministro da Educação. Em 1 de junho Bachelet, enfrentando ameaças dos estudantes, universitários, professores, agrupações de trabalhadores e partidos políticos de se convocar uma nova paralisação nacional, dirigiu-se à Nação pela primeira vez através de cadeia nacional de televisão e rádio anunciando soluções para a maioria das demandas estudantis. Apesar do anúncio, os estudantes participaram de uma nova mobilização nacional, em 5 de junho, mas o movimento começou a decair ao longo da semana, até finalmente depor suas ações em 9 de junho.
As sequelas do movimento estudantil provocaram um duro golpe para o governo. As paralisações refletiram uma série de discordâncias entre o gabinete político e os ministérios setoriais pelo que se especulou uma mudança no gabinete, o que afetaria principalmente o então ministro. Já ao fim de junho novas pesquisas refletiram uma brusca queda na popularidade de Bachelet, alcançando o nível mais baixo dos três últimos governos da Concertación.
Durante julho somaram-se novas críticas, desta vez na área de moradia, ao se conhecer a entrega de casas sociais de até 9 m². A isto se somou um temporal que afetou em 11 de julho o centro e sul do Chile, deixando milhares de prejudicados e terrenos completamente inundados. Após o desmoronamento de casas, Bachelet declara a Região de Biobío zona de catástrofe e viaja até a zona.
O Governo de Chile também criou polêmica ao anunciar a distribuição gratuita da pílula do dia seguinte na rede pública de saúde para qualquer mulher acima dos 14 anos de idade, sem a necessidade de autorização dos responsáveis. A medida foi violentamente rechaçada pela oposição e principalmente pela igreja Católica, que a considera um golpe "no casamento e na família".

### Economia

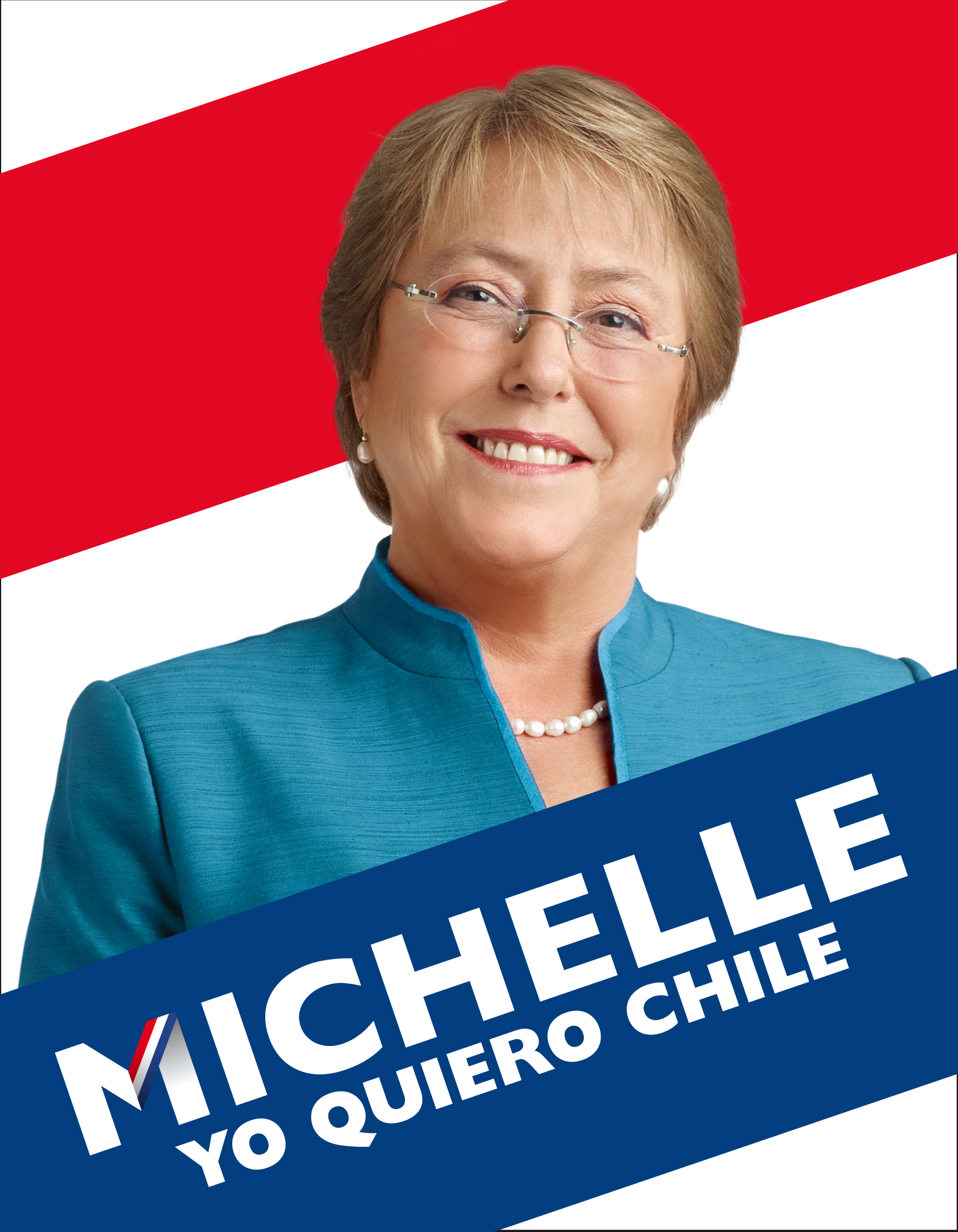
Retrato de pré-candidata em 2013.

Durante os primeiros meses do governo de Bachelet, a economia manteve-se em bom estado, seguindo o ritmo herdado do governo Ricardo Lagos. No entanto um fator-chave tem sido o explosivo crescimento do valor do cobre, o principal produto de exportação do país. Em maio de 2006 o valor da libra do produto superou os 3,5 dólares na Bolsa de Metais de Londres, garantindo ao país mais de 6 bilhões de dólares em superávit fiscal até a atual data. Apesar dos altos recursos que o governo tem obtido com o crescimento do metal, este decidiu economizá-lo, o que vem provocando críticas também dentro da aliança que forma seu governo. No entanto uma preocupação crescente tem sido a constante queda do valor do dólar, produto do aumento das divisas circulantes no país, prejudicando diretamente exportações.
O maior problema econômico do governo Bachelet era, até 2007, o tema energético e o aumento constante dos preços de petróleo. A oposição e parte da opinião pública protestou energicamente contra a manutenção do imposto específico aos combustíveis, que aumenta em 30% o preço do óleo. Mesmo diante da pressão, o governo não aceitou as requisições. Com a alta nas despesas de transporte, a inflação acumulada do país no ano subiu acima das expectativas, o que pode ocasionar em aumento das taxas de juro locais, além da revisão das previsões de crescimento para baixo do país por duas vezes em 2006.
Favorece uma política ecológica, por vezes à custa de projectos económicos. Por isso, se opõe a um projeto de mineração que ameaçava uma reserva nacional onde se refugiam muitos pinguins-de-humboldt, ameaçados de extinção, provocando uma crise com a tendência liberal de seu governo.

## Honrarias e reconhecimentos
No seu primeiro mandato, foi agraciada com a admissão ao Grande-Colar da Ordem Nacional do Cruzeiro do Sul (12 de abril de 2006) pelo então presidente do Brasil Luiz Inácio Lula da Silva. Também recebeu as honras portuguesas de Grande-Colar da Ordem do Infante D. Henrique (7 de novembro de 2007), por ocasião da visita oficial do Presidente Aníbal Cavaco Silva ao Chile, e de Grã-Cruz da Ordem Militar de Cristo (1 de dezembro de 2009), por ocasião da visita de Estado que realizou a Portugal. No seu segundo mandato, em 30 de março de 2017, foi agraciada com o Grande-Colar da Ordem da Liberdade, de Portugal, por ocasião da visita de Estado que realizou a Portugal. É uma das 100 Mulheres da lista da BBC de 2017.

### Doutoramento Honoris causa
- 2017 — Universidade de Évora (Portugal)[26]